# Roger Gentis
Roger Gentis (Saint-Étienne, 1928) es un psiquiatra y psicoanalista francés perteneciente al movimiento denominado "antipsiquiatría".
Estudió psiquiatría en Lyon bajo la dirección de Jean Guyotat, y luego trabajó durante ocho años en Saint-Alban con François Tosquelles. Fue parte activa del movimiento de la psicoterapia institucional. Se convirtió en 1964 jefe médico en Fleury-les-Aubray y trabajó al mismo tiempo como psiquiatra y escritor. Desempeñó el cargo de director de hospital psiquiátrico, y participó en la Red Europea de Alternativas a la Psiquiatría
Influenciado por el marxismo y el psicoanálisis freudiano ha publicado varios libros. Muchos de sus libros son testimonios de su lucha contra los manicomios y en contra de lo que él llama neoalienismo. En lengua española publicó los siguientes libros: Curar la vida, Lecciones del cuerpo: ensayo crítico sobre las nuevas terapias corporales , Tratado provisional de psiquiatría y La tapia del manicomio, entre otros.